# Henning Lemmer

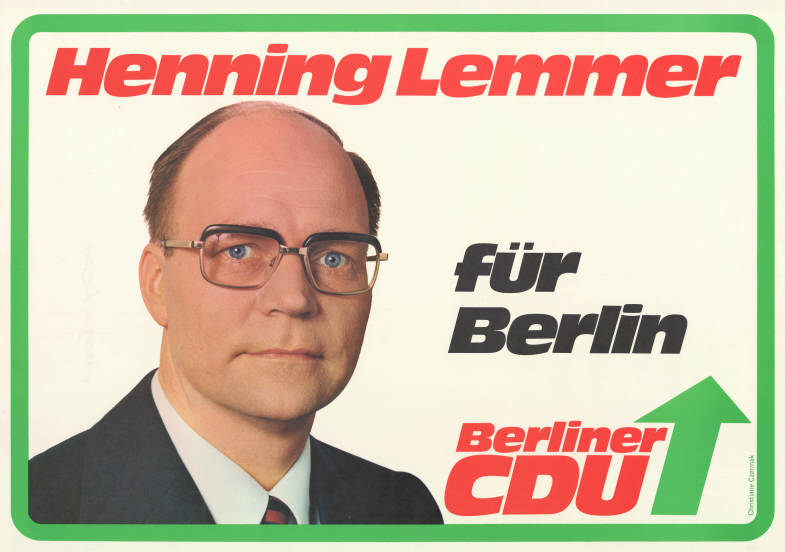
Henning Lemmer (Wahlplakat zur Wahl 1979)

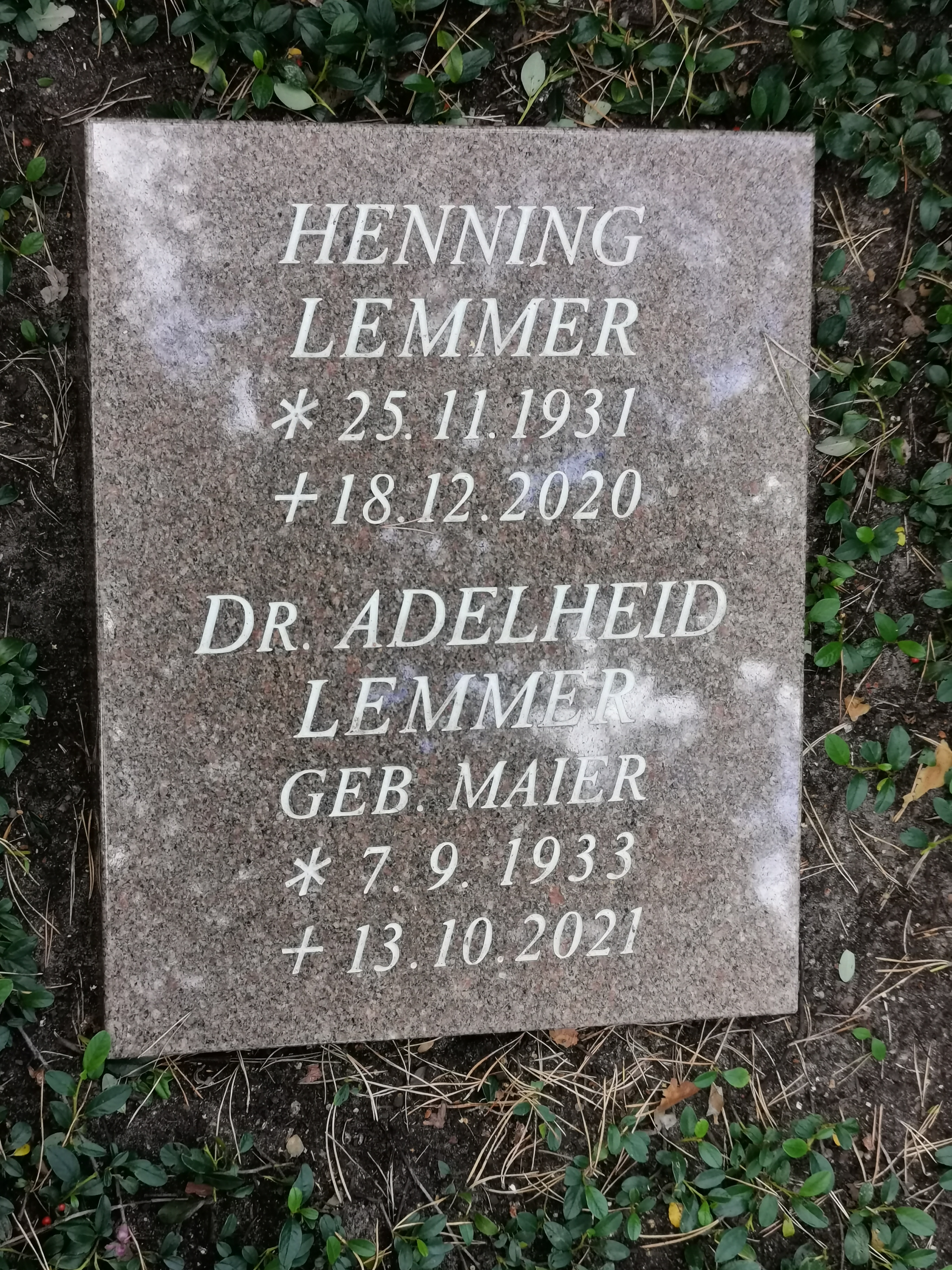
Grabstelle auf dem Waldfriedhof Zehlendorf in Berlin (Feld 055-87)

Henning Lemmer (* 25. November 1931 in Berlin; † 18. Dezember 2020 ebenda) war ein deutscher Politiker (CDU).

## Biografie
Henning Lemmer ist der Sohn des späteren Bundesministers Ernst Lemmer (1898–1970). Er besuchte ein Gymnasium und machte 1950 das Abitur. Anschließend studierte er Rechtswissenschaften an den Universitäten Köln, Freiburg i. Br. und Berlin. 1951 trat er der CDU bei und legte 1959 das Große Staatsexamen ab. Er wurde 1960 zum Oberregierungsrat ernannt.
Bei der Berliner Wahl 1967 wurde Lemmer in die Bezirksverordnetenversammlung (BVV) im Bezirk Zehlendorf gewählt. Bei der folgenden Wahl 1971 wurde er in das Abgeordnetenhaus von Berlin gewählt. Bei der Wahl 1975 wurde er zunächst erneut in das Parlament gewählt, doch das Berliner Wahlprüfungsgericht beanstandete im November 1975 das Mandat. Zwei Monate später erhielt Lemmer nach der Wiederholungswahl im Januar 1976 das Direktmandat im Wahlkreis Zehlendorf 3 zurück. Nach der Wahl 1985 wurde er von der BVV im Bezirk Steglitz zum Bezirksstadtrat gewählt, das Amt übte er bis 1989 aus.  